# Bryconamericus guizae
Bryconamericus guizae és una espècie de peix de la família dels caràcids i de l'ordre dels caraciformes.

## Hàbitat
Viu en zones d'alta altitud.

## Distribució geogràfica
Es troba a Sud-amèrica: conca del riu Mira a Colòmbia.